# Brillensichler

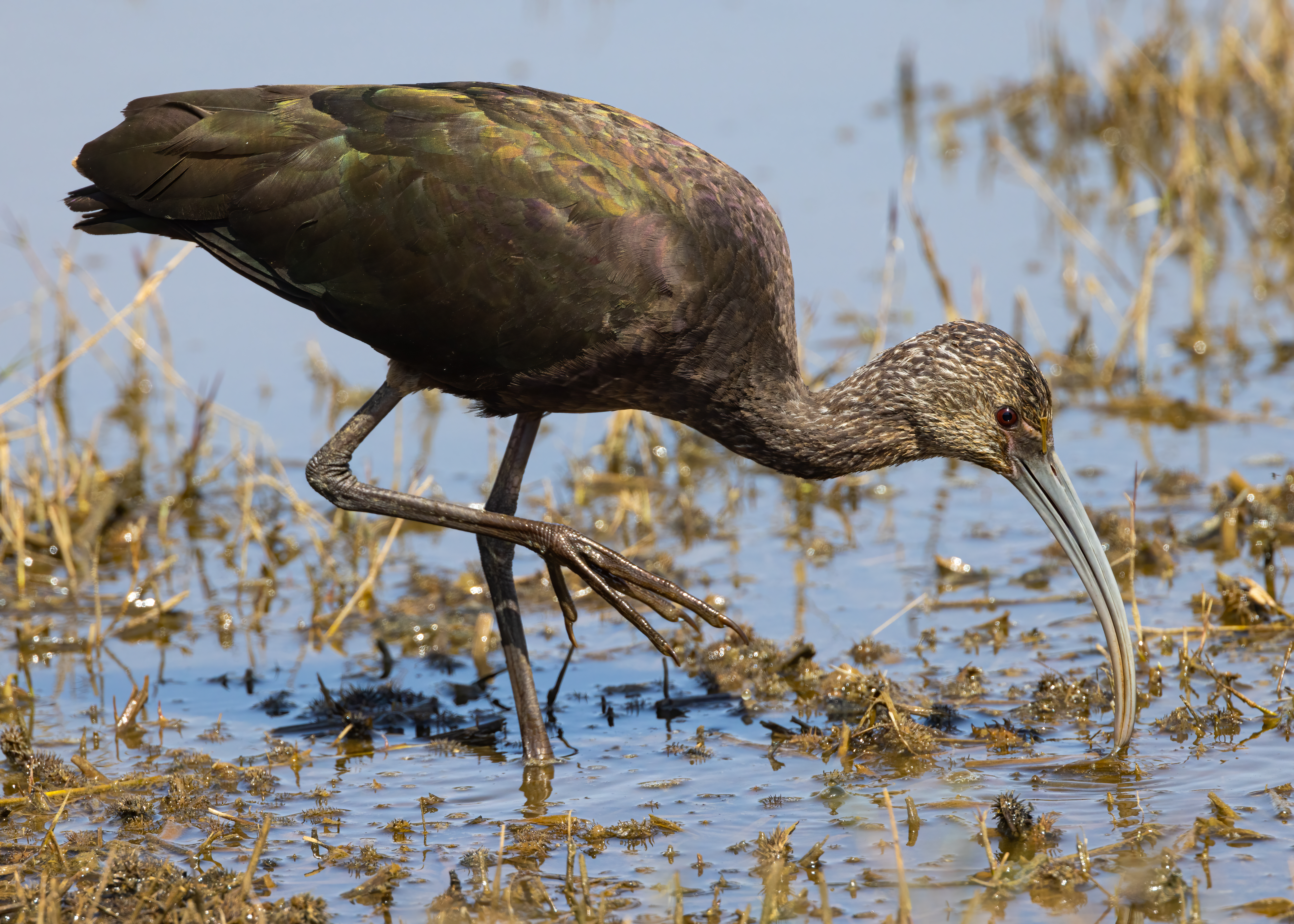
Jungvogel im Sacramento National Wildlife Refuge, Kalifornien

Der Brillensichler (Plegadis chihi) ist ein in Amerika beheimateter Ibis mit langen Beinen, einem abwärts gebogenen Schnabel und einem braun-metallischglänzenden Gefieder. Während der Brutzeit sind Brillensichler durch weiße Federn zu erkennen, die die Stirn vom Schnabel trennen und hinten um die Augen verlaufen. Diese weißen Federn geben der Art auch ihren Namen.
Der Brillensichler brütet in Feuchtgebieten im Westen der Vereinigten Staaten, insbesondere im Great Basin, und überwintert in großen Schwärmen in Mexiko, im Westen von Louisiana und im Osten von Texas. Darüber hinaus kommt er ganzjährig im Südosten Brasiliens und Boliviens sowie im Zentrum Argentiniens und Chiles vor.
Die Bestandssituation des Brillensichlers wurde 2016 in der Roten Liste gefährdeter Arten der IUCN als nicht gefährdet (least concern) eingestuft.

## Äußere Merkmale
Der Brillensichler ähnelt stark dem Sichler und erreicht eine Körperlänge von 58 Zentimeter. Der überwiegend dunkle Vogel mit seiner typischen Ibis-Gestalt hat ein braunes, purpurglänzendes Gefieder. Flügel und Schwanz glänzen metallisch. Von Sichler unterscheidet er sich durch seine rote Iris gegenüber der braunen des Sichlers, seine rote Gesichtshaut gegenüber der schwärzlichen des Sichlers und seine roten Beine gegenüber den gräulichen des Sichlers.

## Verbreitung
Der Brillensichler brütet im Westen der USA sowie einem Küstenstreifen entlang der Küste von Texas und Louisiana, daneben gibt es einzelne Brutkolonien auch in Florida. Er kommt außerdem in Mexiko, im Südosten Brasiliens und Boliviens sowie im Zentrum Argentiniens und Chiles vor. Die größte Konzentration von Brillensichlern findet sich ganzjährig an den Ufern des Saltonsees.
Der Brillensichler ist ein Teilzieher. Vögel des nördlichsten Teils des Verbreitungsgebietes ziehen entlang des Great Basin und des Flusstals des Colorado River nach Süden. Sie überwintern im Süden von Kalifornien, im Südwesten von Arizona und an der Küste von Texas und Louisiana.